# Dario Di Palma
Dario Di Palma (* 6. November 1932 in Rom; † 24. Oktober 2004 ebenda) war ein italienischer Kameramann.

## Leben
Di Palma stieß noch als Teenager über seinen Vater, den Chefelektriker der römischen Safa Palatino-Film- und Fernsehstudios, zur Branche und durfte erstmals 1949 als Hilfskraft bei einem Film mit dem Titel Vogliamoci bene! mitwirken. In der Folgezeit assistierte er den Kameraleuten Gianni Di Venanzo und Carlo Di Palma, letzterer sein nur siebeneinhalb Jahre älterer Onkel. 1959 stieg Dario Di Palma unter Führung seines Onkels zum einfachen Kameramann auf und war in dieser Position an der Entstehung mehrerer populärer italienischer Filme beteiligt, darunter zuletzt Michelangelo Antonionis Die rote Wüste. Zwischenzeitlich ließ man ihn 1961 als Chefkameramann das Second-Unit-Team bei dem Historien- und Sandalenfilm Romulus und Remus führen.
Ab 1962 arbeitete er regelmäßig als Chefkameramann. In den kommenden zwei Jahrzehnten fotografierte Dario Di Palma zumeist zweitrangige Filme für überwiegend weniger bedeutende Regisseure. Seine besseren Arbeiten konnte er in Zusammenarbeit mit Regisseuren wie Federico Fellini, Lina Wertmüller, Sergio Corbucci, Ettore Scola, Valerio Zurlini und Marguerite Duras abliefern. Bei zwei der drei Ausflüge seines Onkels Carlo Di Palma in die Filmregie (Teresa la ladra und Qui comincia l’avventura) stand Dario in den 1970er Jahren gleichfalls hinter der Kamera. Nach dem Selbstmord seines Sohnes am Set der Dreharbeiten zu einem Film mit Scola (Die Schmutzigen, die Häßlichen und die Gemeinen, 1976) zog sich Dario Di Palma sukzessive aus der Öffentlichkeit zurück; er soll mit Depressionen gekämpft haben. Nachdem er sich erholt hatte, konnte er jedoch in der Film- und Fernsehbranche nicht mehr Fuß fassen. Dario Di Palma starb nur dreieinhalb Monate nach seinem Onkel Carlo.

## Filmografie
- 1961: Romulus und Remus (Romolo e Remo) (Second-Unit-Kamera)
- 1962: Due contro tutti
- 1963: Perseus – der Unbesiegbare (Perseo l’invincibile)
- 1963: Amore in vier Dimensionen (Amore in quattro dimensioni)
- 1966: Rita la zanzara
- 1966: Lo scandalo
- 1966: Die Gespielinnen (Le fate)
- 1966: Das älteste Gewerbe der Welt (Le plus vieux métier du monde)
- 1968: Die Falle (La morte ha fatto l’uovo)
- 1969: Lovemaker (Lovemaker – L’uomo per fare l’amore)
- 1969: Fahrt zur Hölle, ihr Halunken (Gli specialisti)
- 1970: Die Clowns (I Clowns)
- 1970: Fermate il mondo… voglio scendere!
- 1970: Quadratur der Liebe (Cuori solitari)
- 1972: Mimi, in seiner Ehre gekränkt (Mimí metallurgico ferito nell’onore)
- 1972: Der Planet Venus (Pianeta Venere)
- 1972: Oktober in Rimini (La prima notte di quiete)
- 1973: Cari genitori
- 1973: Die Ermordung Matteottis (Il delitto Matteotti)
- 1973: Teresa, die Diebin (Teresa la ladra)
- 1974: Bittere Liebe (Amore amaro)
- 1974: Noa Noa
- 1975: Lucky Girls (Qui comincia l’avventura)
- 1976: Die Schmutzigen, die Häßlichen und die Gemeinen (Brutti, sporchi e cattivi)
- 1976: Schweine mit Flügeln (Porci con le ali)
- 1977: Un anno di scuola (Fernsehfilm)
- 1978: Madame Bovary (Fernsehsechsteiler)
- 1979: I giorni cantati
- 1979: Ein seltsames Spiel (La giacca verde) (Fernsehfilm)
- 1980: Bello di mamma
- 1980: La ragazza di Via Millelire
- 1983: Amore tossico
- 1983: Il dialogo di Roma
- 1984: L’addio a Enrico Berlinguer (Dokumentation)
- 1988: Colletti Bianchi (Fernsehserie)
- 1988: Una casa a Roma (Fernsehfilm)
- 1990: Marianna, Lehrerin mit Leidenschaft (Una vita in gioco) (Fernsehfilm)